# جيف بال
جيف بال (بالإنجليزية: Jeff Ball)‏ هو لاعب كرة قاعدة أمريكي، ولد في 17 أبريل 1969 في ميرسيد في الولايات المتحدة.

## وصلات خارجية
- جيف بال على موقع دوري كرة القاعدة الرئيسي (الإنجليزية)
- جيف بال على موقع الدوري الياباني لكرة القاعدة (الإنجليزية)
- جيف بال على موقعبيزبول رفرنس.كوم (الدوري الرئيسي) (الإنجليزية)
- جيف بال على موقعبيزبول رفرنس.كوم (الدوري الثانوي) (الإنجليزية)
- جيف بال على موقع إي إس بي إن.كوم (أم.أل.بي) (الإنجليزية)
- جيف بال على موقع مشجعي الرسوم البيانية (الإنجليزية)